# IC 1513
IC 1513 је спирална галаксија у сазвјежђу Пегаз која се налази на листи објеката дубоког неба у Индекс каталогу.
Деклинација објекта је + 11° 19' 4" а ректасцензија 23h 53m 29,2s. Привидна величина (магнитуда) објекта IC 1513 износи 14,3 а фотографска магнитуда 15,1. IC 1513 је још познат и под ознакама UGC 12832, MCG 2-60-24, CGCG 432-39, KUG 2350+110, PGC 72773.